# Haddingsavan
Haddingsavan är en sjö i Umeå kommun i Västerbotten och ingår i Tavelåns huvudavrinningsområde. Sjön är 16 meter djup, har en yta på 0,178 kvadratkilometer och är belägen 106 meter över havet.

## Delavrinningsområde
Haddingsavan ingår i det delavrinningsområde (710347-170929) som SMHI kallar för Utloppet av Haddingsavan. Medelhöjden är 138 meter över havet och ytan är 4,37 kvadratkilometer. Det finns inga avrinningsområden uppströms utan avrinningsområdet är högsta punkten. Vattendraget som avvattnar avrinningsområdet har biflödesordning 3, vilket innebär att vattnet flödar genom totalt 3 vattendrag innan det når havet efter 42 kilometer. Avrinningsområdet består mestadels av skog (67 procent), öppen mark (11 procent) och jordbruk (15 procent). Avrinningsområdet har 0,18 kvadratkilometer vattenytor vilket ger det en sjöprocent på 4,1 procent.